# Vojtík a duchové
Vojtík a duchové je česká televizní pohádka z roku 1997 režírovaná Vlastou Janečkovou. Jedná se o pokračování pohádky Cyprián a bezhlavý prapradědeček.

## Děj
Cyprián Pecka z Višně a jeho žena Veronika, neteř jeho kuchařky Kunhuty, mají syna Vojtíka a očekávají narození dalšího potomka. Protože Veronika potřebuje mít klid, Vojtík je často napomínán. Vojtík se proto domnívá, že ho rodiče nemají rádi. Vojtíkova nejlepší kamarádka je Cecilka, dcera bílé paní, která Vojtíka na jeho přání promění v ducha. Vojtíkovi rodiče jsou z toho smutní, ale když Vojtík poprosí Cecilku, aby ho proměnila opět v člověka, Cecilka to odmítne.
Po narození Vojtíkovy sestřičky jsou Cyprián s Veronikou pozváni na ples. Vojtíkovu sestřičku hlídá kuchařka Kunhuta, ale ta usne. Hrad napadnou lupiči a jediní, kdo mohou hrad a hlavně Vojtíkovu sestřičku bránit jsou Vojtík a Cecilka. Teprve, až když jde do nejhoršího, Cecilka se obměkčí a Vojtíka promění zpět v člověka, aby mohl sestřičku lépe bránit.
Když se vrátí Vojtíkovi rodiče, jsou rádi, že je Vojtík opět člověkem. Vojtík zjistí, že může vidět Cecilku neustále i když sám je člověkem.

## Obsazení
| Lukáš Vaculík                | rytíř Cyprián z Višně            |
| Naďa Konvalinková            | kuchařka Kunhuta                 |
| Bořivoj Navrátil             | Cypriánův bezhlavý prapradědeček |
| Klára Pollertová - Trojanová | Veronika                         |
| Jana Březinová               | paní Jenovéfa, bílá paní         |
| Michaela Markovičová         | Cecilka                          |
| Martin Luhan                 | Vojtík                           |
| Pavel Skřípal                |                                  |